# Jair Bolsonaro
Jair Messias Bolsonaro (* 21. března 1955 Glicério, São Paulo) je brazilský pravicový politik, bývalý vojenský důstojník a od 1. ledna 2019 do 31. prosince 2022 byl třicátým osmým prezidentem Brazílie.

## Původ a soukromý život
Bolsonaro je po obou rodičích italského původu. Byl třikrát ženatý a má celkem pět dětí.

## Politická kariéra

### Poslanec parlamentu
Od roku 1991 byl poslancem brazilské poslanecké sněmovny, předtím byl radním v Riu de Janeiru. Během třicetileté politické kariéry vystřídal devět politických stran, od ledna 2018 je členem národně-konzervativní a pravicové Sociálně-liberální strany.

### Prezidentské volby 2018

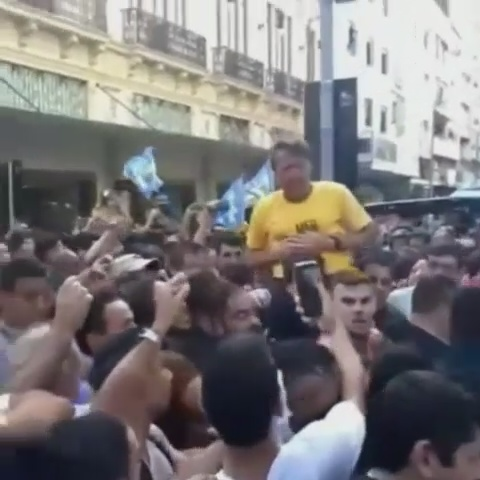
Jair Bolsonaro při volební kampani 6. září 2018 v okamžiku atentátu

Bolsonaro byl kandidátem své strany v prezidentských volbách v roce 2018, které se konaly v říjnu 2018. V průběhu volební kampaně jej 6. září 2018 napadl útočník s nožem. Bolsonaro útok přežil se značnou ztrátou krve a poraněním jater, střeva a plic. Jeho stav byl krátce po útoku označen za stabilizovaný, ovšem zprvu se nepočítalo s jeho účastí ve zbytku předvolební kampaně.
Ještě před prvním kolem voleb však byl Bolsonaro z nemocnice propuštěn a vystoupil v jedné soukromé televizní stanici přesně ve stejnou dobu, kdy jiní kandidáti debatovali na stanici TV Globo. Podle průzkumů měl v posledních dnech před prvním kolem voleb podporu 35 % voličů a byl považován za favorita i pro druhé kolo. Proti němu se konaly masové demonstrace pod heslem #ele não (on ne).
První kolo voleb dne 7. října 2018 přineslo pozoruhodné Bolsonarovo vítězství, když získal 46,7 % hlasů. Oprávněných voličů bylo 146,7 milionu, přitom je v Brazílii zavedena volební povinnost. Do druhého kola voleb, které se konaly 28. října 2018, nastoupil Bolsonaro v roli favorita proti kandidátovi levicové Strany dělníků (PT) Fernandovi Haddadovi, který v prvním kole získal 28,4 % hlasů. V druhém kole voleb zvítězil Bolsonaro s 55 % hlasů a 1. ledna 2019 se stal brazilským prezidentem.

### Prezidentství
Bolsonaro ve své vládě angažoval řadu bývalých důstojníků, a to i na postu viceprezidenta, jejž zastal Hamilton Mourão. Některá ministerstva zrušil, resp. sloučil pod „superministerstva“ – takto například ze čtyř ministerstev vzniklo superministerstvo hospodářství, do jehož čela usedl neoliberální ekonom Paulo Guedes.
První Bolsonarovy zahraniční cesty směřovaly do USA, Izraele a Chile, jejichž tehdejší vedoucí představitele (Donald Trump, Benjamin Netanjahu a Sebastián Piñera) považuje za své politické spojence. Je podporovatelem smlouvy o volném obchodu mezi Evropskou unií a jihoamerickým Mercosurem.
V době pandemie covidu-19, která Brazílii velmi zasáhla, tento virus velice zlehčoval a později jím byl také nakažen. Od ruského prezidenta Vladimira Putina si v listopadu 2020 naopak vysloužil pochvalu za zvládání pandemie.
Za první dva roky Bolsonarovy vlády vzrostlo odlesňování v Amazonii o 82 % oproti předchozímu volebnímu období.

### Prezidentské volby 2022
V roce 2022 Bolsonaro usiloval o znovuzvolení prezidentem. Dne 2. října 2022 postoupil v prezidentské volbě do druhého kola, kde byl jeho protivníkem bývalý prezident Luiz Inácio Lula da Silva. Lula v 1. kole získal 48,4 % hlasů, Bolsonaro 43,2 % hlasů. Ve druhém kole, které se konalo 30. října 2022, Bolsonara těsně porazil da Silva poměrem 50,9% : 49,1%.

#### Dění po volbách
Jair Bolsonaro po volbách odmítl uznat porážku a podobně jako při útoku na Kapitol Spojených států amerických v lednu 2021 se jeho příznivci v lednu 2023 pokusili svrhnout nově zvoleném prezidenta Silvu tím, že násilně vnikli do několika vládních budov v hlavním městě Brasílii. Podle vyjádření představitelů brazilské armády měl navíc Bolsonaro před volbami připravený plán na zneplatnění voleb v případě své porážky.
V červenci 2025 vydal brazilský soud příkaz k domovním prohlídkám a Bolsonarovi nařídil nosit elektronický náramek v souvislosti s obviněními z pokusu o státní převrat. Dále mu byly zakázány kontakty s představiteli zahraničních států, protože se Bolsonaro opakovaně snažil, aby se do soudního líčení s ním vložil americký prezident Donald Trump. V srpnu 2025 byl Bolsonaro odeslán do domácího vězení poté, co porušil nařízení stanovená soudem vydaná o měsíc dříve.

## Názory
Bolsonaro je vnímán jako krajně pravicový politik. Je často označován za nacionalistu a populistu. Svými postoji si u médií získal přezdívku „brazilský Trump“, také pro svou politiku podporující posílení brazilsko-amerických vztahů.
Během své politické kariéry se několikrát pochvalně vyjádřil o vojenské diktatuře, vládnoucí v Brazílii mezi lety 1964 a 1985 a podporované Spojenými státy. Tuto dobu popsal jako „dvacet let pořádku a pokroku“, v prosinci 2008 prohlásil, že „chybou diktatury bylo, že prováděla mučení, ale nezabíjela“. Kromě tuzemské junty také obhajoval vládu Alberta Fujimoriho v Peru a Augusto Pinocheta v Chile. Pozornost vzbudily také jeho homofobní výroky. Přesto se považuje za sympatizanta západní demokracie. Navštívil Spojené státy americké, Izrael, Japonsko, Jižní Koreu a Tchaj-wan. Je odpůrcem mezinárodní politiky Číny, o které tvrdí, že si chce „koupit“ Brazílii. Neuznává existenci Palestinského státu a podporuje přesun brazilské ambasády do Jeruzaléma.
Bolsonaro má nepříznivé vztahy se socialistickým režimem ve Venezuele. Oznámil, že by podporoval otevření americké vojenské základny v Brazílii jako protiváhu proti údajnému ruskému vlivu ve Venezuele.